# Contribuição de melhoria
No direito tributário brasileiro, a contribuição de melhoria é o tributo cobrado pela União, pelos Estados, pelo Distrito Federal ou pelos Municípios em decorrência de obra pública que proporciona valorização do imóvel do indivíduo tributado. Historicamente, tributos com tais características têm sido cobrados em diversos países, com características variáveis. Por exemplo, em alguns países pode ser essencial que o benefício seja comprovado para que a contribuição possa ser cobrada; em outros, esse tributo possui característica de rateio de custo da obra executada.

## Histórico
Há diversos exemplos históricos da instituição de contribuições de melhoria ou tributos semelhantes. Na Inglaterra, por volta de 1250, foi cobrada contribuição devida pelas obras de reparação do dique de Romney. Nos Estados Unidos, temos as Special assessments, criadas com a entrada em vigor de lei de 1691, de Nova Iorque.

## Características
A contribuição de melhoria é considerada uma espécie de tributo, ao lado de imposto, taxa, empréstimo compulsório, contribuições sociais e contribuições especiais.
Apesar de a Administração Pública muitas vezes optar pelo custeio de obras com recursos do orçamento geral, a contribuição de melhoria pode ser instituída para tal, com a justificativa de que é mais legítimo que suportem o custo da obra aqueles que receberam benefícios diretos por ela.
Limites podem ser definidos para o total a ser arrecadado com a contribuição de melhoria (normalmente o custo total da obra) e para o valor individual a ser cobrado de um indivíduo (em muitos casos, relacionado ao "benefício obtido" ou ao acréscimo ao valor do imóvel).
Há duas correntes doutrinárias sobre o fato gerador e fato imponível desse tributo. Em uma, é exigida a valorização imobiliária  ou melhoria. Em outra, basta o benefício decorrente da obra pública. Porém ambas devem ser amparadas em lei, conforme art. 82 do Código Tributário Nacional (Lei Nº 5.172, de 25 de Outubro de 1966).

## Contribuições de melhoria no mundo
No Brasil, pela legislação brasileira a contribuição de melhoria é o "tributo cuja obrigação tem por fato gerador uma situação que representa a valorização imobiliária auferida pelo contribuinte. Seu fim se destina às necessidades do serviço ou à atividade estatal", previsto no art. 145, III, da Constituição Federal.
Nos Estados Unidos, existem as Special Assesment Taxes, tributos que o proprietário pode ter de pagar adicionalmente aos impostos e taxas normais de propriedade imobiliária, por obras que criem melhorias à área local.
Na Alemanha, as Erschließungsbeitrag correspondem às contribuições de melhoria. Tais cobranças são feitas pelas cidades em contra-partida a obras de infra-estrutura, com o intuito de rateio de custos.
As Betterment Levies  na Índia são impostos que o estado coleta de uma propriedade imobiliária desde que as ações do Estado a tenham feito "melhor", como por exemplo por meio da construção de estradas, metrôs ou aeroportos com verba pública.
Na Espanha, a Lei Geral Tributária define a Contribución Especial como o tributo "cujo fato gerador é a obtenção pelo sujeito passivo de um benefício ou um aumento no valor de sua propriedade, como resultado da realização de obras públicas ou a criação ou expansão de serviços públicos". Observe-se a particularidade espanhola, em geral não existente em outros países, de se possibilitar a imposição de uma contribuição de melhoria com base na ampliação de serviços públicos.

## Exemplos
Seguindo a primeira corrente temos: limite para cobrança - é o valor da obra pública considerado como teto mais o valor agregados dos imóveis da área afetada. Já seu cálculo é baseado na diferença do valor venal do imóvel antes e após a realização da obra pública.
Um exemplo típico de contribuição de melhoria, é quando o governo realiza uma obra de melhoria de mobilidade urbana. (asfalto é considerado melhoria, porém recapeamento não é considerado, uma vez que já foi cobrado tal tributo quando da sua primeira execução. Esse tipo de manutenção é considerado mera conservação da via pública - Apelação Cível - 0236974-2 TJ-PR, de 2013).